# Méthoxycyclopentane
Le méthoxycyclopentane est un éther utilisé comme solvant en chimie. Il est produit principalement par Zeon Corporation. Cet éther forme difficilement des peroxydes comparé aux autres éthers, ce qui le rend intéressant du point de vue de la sécurité.

## Production et synthèse
Plusieurs voies de synthèse existent dans la littérature:
- réaction du méthanol sur le cyclopentène[6]
- réaction du iodure de méthyle sur le cyclopentanol[6]
- réaction du méthanolate de sodium sur le chlorocyclopentane[2]